# Boavida Olegario
Boavida Olegario (sinh ngày 24 tháng 10 năm 1994) là một cầu thủ bóng đá. Hiện tại anh là một tiền vệ thi đấu cho Đội tuyển bóng đá quốc gia Đông Timor.

## Sự nghiệp quốc tế
Anh có màn ra mắt quốc tế cho Đội tuyển bóng đá quốc gia Đông Timor vào ngày 21 tháng 11 năm 2010 khi vào sân từ hiệp hai trong trận giao hữu trước Đội tuyển bóng đá quốc gia Indonesia khi anh 16 tuổi 28 ngày. Anh có màn ra mắt giải đấu quốc tế đầu tiên vào ngày 13 tháng 10 năm 2012 khi vào sân từ hiệp hai trong trận đấu với Đội tuyển bóng đá quốc gia Brunei ở Vòng loại AFF Suzuki Cup 2012.